# Augustin Egger
Augustin Egger (Kirchberg, 6 agosto 1833 – San Gallo, 12 marzo 1906) è stato un vescovo cattolico svizzero.

## Biografia
Dottore in teologia, fu decano del duomo di San Gallo dal 1872. Fu vescovo della diocesi svizzera di San Gallo (in tedesco Sankt Gallen) dal 3 luglio 1882 fino al 12 marzo 1906, data della sua morte.

## Genealogia episcopale e successione apostolica
La genealogia episcopale è:
- Cardinale Guillaume d'Estouteville, O.S.B.Clun.
- Papa Sisto IV
- Papa Giulio II
- Cardinale Raffaele Sansone Riario
- Papa Leone X
- Papa Paolo III
- Cardinale Francesco Pisani
- Cardinale Alfonso Gesualdo di Conza
- Papa Clemente VIII
- Cardinale Pietro Aldobrandini
- Cardinale Laudivio Zacchia
- Cardinale Antonio Barberini, O.F.M.Cap.
- Cardinale Nicolò Guidi di Bagno
- Arcivescovo François de Harlay de Champvallon
- Cardinale Louis-Antoine de Noailles
- Vescovo Jean-François Salgues de Valderies de Lescure
- Arcivescovo Louis-Jacques Chapt de Rastignac
- Arcivescovo Christophe de Beaumont du Repaire
- Cardinale César-Guillaume de la Luzerne
- Arcivescovo Gabriel Cortois de Pressigny
- Arcivescovo Hyacinthe-Louis de Quélen
- Cardinale Jacques-Marie-Adrien-Césaire Mathieu
- Vescovo Andreas Räß
- Arcivescovo Eugène Amable Jean Claude Lachat, C.PP.S.
- Vescovo Augustin Egger

La successione apostolica è:
- Arcivescovo Johannes Fidelis Battaglia (1889)
- Vescovo Isidore Klaus, S.M.A. (1904)